# Шанже (Сарт)
Шанже (фр. Changé) је насељено место у Француској у региону Лоара, у департману Сарт.
По подацима из 2011. године у општини је живело 6289 становника, а густина насељености је износила 179,38 становника/km².

## Демографија
| 1962. | 1968. | 1975. | 1982. | 1990. | 2011. |
| ----- | ----- | ----- | ----- | ----- | ----- |
| 2.754 | 2.989 | 3.684 | 4.072 | 4.428 | 6.289 |